# Hipparchia autonoe
Hipparchia autonoe är en fjärilsart som beskrevs av Eugen Johann Christoph Esper 1783. Hipparchia autonoe ingår i släktet Hipparchia och familjen praktfjärilar. Inga underarter finns listade i Catalogue of Life.